# Ebel (azienda)
La Ebel è un'azienda svizzera fondata a La Chaux-de-Fonds nel 1911, specializzata nella realizzazione di orologi.

## Storia
Il nome dell'azienda deriva da quello dei due fondatori: Eugène Blum e Alice Lévy (Eugéne Blum et Lévy), che erano una coppia anche nella vita. Il marito si occupava degli aspetti tecnici, mentre la moglie era responsabile dell'estetica degli orologi.
Nel 1925 Ebel ha ricevuto il "Diplôme Commémoratif de Grand Prix" nella "Exposition Internationale des Arts Décoratifs et Industriels Modernes" di Parigi per la sua collezione di orologi Haute Joaillerie Art Déco, realizzata in platino con onice, diamanti taglio baguette e smeraldi.
Nel 1929 alla guida della società arrivò il figlio Charles Blum, e l'azienda conobbe un grande sviluppo. Negli anni '70 del XX secolo le redini dell'azienda passarono a Pierre-Alain Blum, che improntò le strategie di marketing alle sponsorizzazioni sportive e culturali.
Dal 1939 al 1945 Ebel ha prodotto orologi esclusivamente per la Royal Air Force britannica, durante la seconda guerra mondiale.
Per celebrare il 75º anniversario dell'azienda, Ebel ha acquisito la Villa Schwob, conosciuta anche come "La Villa Turque", costruita dal famoso architetto Le Corbusier a La Chaux-de-Fonds.

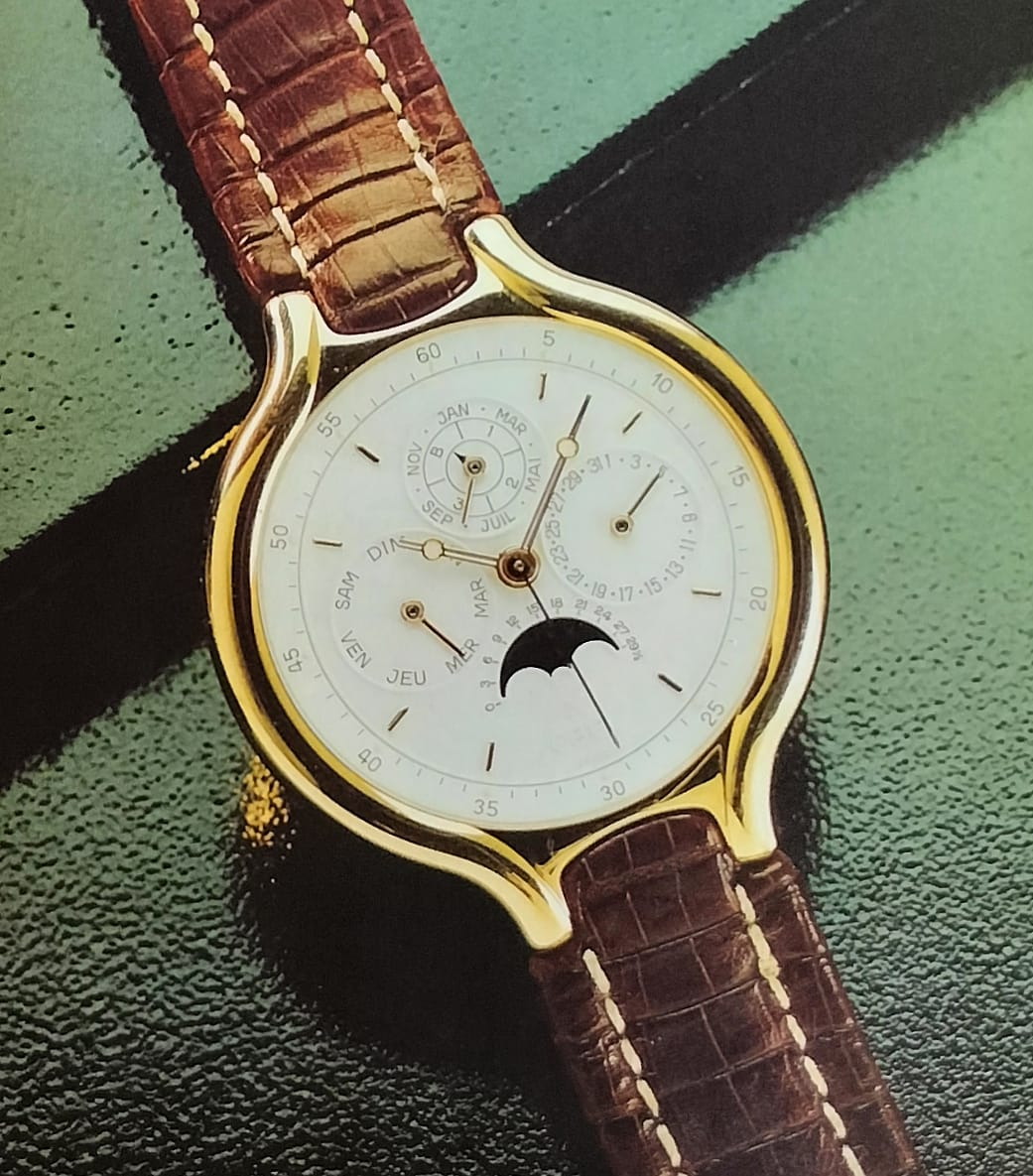
Ebel Beluga con calendario perpetuo, fine anni Ottanta

Ebel si è creata una reputazione di lusso ed eleganza e si è mantenuta come un marchio rilevante nel corso della storia dell'orologeria, riassunto nello slogan "Ebel, gli architetti del tempo", che mostra il suo legame col mondo dell'architettura e del design. Ebel patrocinó il lavoro di architetti famosi (come il già citato Le Corbusier ed Andrée Putman), o - negli anni 1990 - di pittori contemporanei svizzeri, come Jean Arcelin.
Ebel è stato il primo orologiaio svizzero ad introdurre un macchinario per testare i movimenti degli orologi, chiamato "Western Electric". Il Western Electric System è stato successivamente sostituito con il Vibrograph.
A causa di investimenti errati, nel 1994 la famiglia cedette la società alla finanziaria Investcorp. Nel 1999 il marchio fu acquistato da LVMH, che cinque anni più tardi lo rivendette allo statunitense Movado Group per 61,5 milioni di franchi svizzeri.

## I Modelli
I modelli prodotti da Ebel sono: 
- Classic 100
- 1911 che si divide in BTR, Discovery, Tekton
- Beluga
- Le Modulor
- Brasilia
- Classic
- Classic Hexagon
- E-Type
- Lichine
- Onde
- Sport
- Sportwave
- Tarawa
- Voyager
- Wave
- X-1

I materiali utilizzati per la creazione degli orologi sono: acciaio, oro giallo, oro bianco, oro rosa, platino e diamanti.